# Gustav Römheld
Gustav Römheld, seit 1918 von Römheld, (* 27. Januar 1861 in Dieburg; † 12. April 1933 in Darmstadt) war ein deutscher Verwaltungsjurist, der als Vorstand des großherzoglich hessischen Kabinetts und später als Museumsdirektor vor allem kulturpolitisch hervortrat.

## Leben
Gustav Römheld wurde im Januar 1861 als Sohn des späteren Kreisrats Ludwig Römheld (1824–1871) und dessen Ehefrau Wilhelmine Römheld  geb. Fresenius (1837–1888) geboren. Römheld besuchte das Ludwig-Georgs-Gymnasium in Darmstadt und machte dort auch sein Abitur. Danach studierte er Jura in Gießen. Nach dem Referendariat wurde Gustav Römheld Regierungsassessor in Gießen und danach in Friedberg. 1888 wurde er zum Kreisamtmann in Büdingen ernannt. Von Mai 1889 bis Sommer 1890 begleitete er den zukünftigen Großherzog Ernst Ludwig zu dessen Studium nach Leipzig. Dafür wurde er in die Kabinettsdirektion nach Darmstadt abgeordnet. 1891 wurde er Kabinettssekretär am Hof von Großherzog Ludwig IV. in Darmstadt. 1892 erfolgte die Ernennung zum Kabinettsrat. Bereits ein Jahr später wurde er unter dem neuen Großherzog Ernst Ludwig Vorstand des Kabinetts und erhielt wenig später den Titel eines Geheimen Kabinettsrats.
Römheld wurde zu einem sehr engen Berater des Großherzogs v. a. in kunstpolitische Fragen. Er unterstützte die Bemühungen des Großherzogs zur Gründung der Darmstädter Künstlerkolonie und zählt daher zu deren Mitbegründern. Bereits 1899, also kurz vor der Gründung der Künstlerkolonie, ließ sich Römheld von dem bekannten Architekten Paul Wallot ein Wohnhaus auf der Mathildenhöhe bauen. Von 1904 bis 1921 war Römheld Direktor des Hessischen Landesmuseums Darmstadt, dessen Neubau von Alfred Messel entworfen und nach längerer Bauzeit Ende 1906 der Öffentlichkeit übergeben wurde. Am 1. April 1918 wurde er durch Großherzog Ernst Ludwig in den erblichen Adelsstand des Großherzogtums Hessen erhoben, angeblich kam diese Auszeichnung vor allem auf Betreiben seiner Ehefrau zustande.
Nach der erzwungenen Abdankung von Großherzog Ernst Ludwig am 9. November 1918 führte Gustav von Römheld die Verhandlungen mit dem Volksstaat Hessen über die wesentlichen Fragen der Fürstenenteignung, die am 19. Mai 1919 zu einer für den Großherzog vorteilhaften Grundsatzvereinbarung führten. Gustav von Römheld wurde am 28. Juni 1921 in den Ruhestand versetzt. Ab 1924 war er Mitglied im Kreisausschuss des Landkreises Darmstadt.
Seit 1898 war Römheld mit Elsa geb. Knöckel (* 1879) verheiratet. Aufgrund dieser familiären Beziehung war Römheld später  stellvertretender Vorsitzender des Aufsichtsrats der 1923 in eine Aktiengesellschaft umgewandelten Papierfabrik Knöckel, Schmidt & Cie. in Lambrecht (Pfalz).
Gustav von Römheld starb im Frühling 1933 im Alter von 72 Jahren. Er wurde auf dem Alten Friedhof in Darmstadt beigesetzt. Die Grabstelle 1 Mauer 81a ist ein Ehrengrab der Stadt Darmstadt.
Römheld und seine Frau hatten zwei Töchter, die jüngere Frieda (1901–1988) heiratete 1923 den Bankkaufmann Karl Wolff, der seine beruflichen Aktivitäten danach teilweise unter der Firma Wolff – von Römheld betrieb. In der Zeit des Nationalsozialismus machte er eine steile Karriere in der SS bzw. Waffen-SS und wurde in der Folge 1964 der Beihilfe zum Mord in mindestens 300.000 Fällen schuldig gesprochen.

## Ehrungen
- 1903: Komturkreuz II. Klasse des Verdienstordens Philipps des Großmütigen
- 1904: Goldene Verdienstmedaille für Kunst und Wissenschaft
- 1907: Ernennung zum Geheimrat
- 1912: Komturkreuz I. Klasse des Verdienstordens Philipps des Großmütigen
- 1914: Ernennung zum Wirklichen Geheimen Rat mit dem Prädikat „Exzellenz“
- 1918: Erhebung in den erblichen Adelsstand